# Cartílago tiroides
El cartílago tiroides o, simplemente, el tiroides, es el más grande de los nueve cartílagos que forman el esqueleto de la laringe, la estructura de cartílago que conforma la tráquea que contiene la laringe.
Formado principalmente por fibrillas de colágeno tipo II. Posee condrocitos dispuestos en grupos. Existe pericondrio. Es el más abundante del cuerpo. Tiene un aspecto blanquecino azuloso. Se encuentra en el esqueleto nasal, la laringe, la tráquea, los bronquios, los arcos costales (costillas) y los extremos articulares de los huesos, es avascular, nutriéndose a partir del líquido sinovial. De pocas fibras y que se localiza en el cartílago nasal, tráquea y bronquios.
Se compone de dos láminas tipo placas que se fusionan en el lado anterior del cartílago formando un pico, denominado la prominencia laríngea. A menudo esta prominencia es denominada: «nuez de Adán» o pomus Adamus. La prominencia laríngea se destaca más en los hombres adultos que en las mujeres a causa del ángulo que es 90° en los hombres y  120° en las mujeres.

## Descripción
El cartílago tiroides se encuentra situado por encima del arco cricoideo y es el mayor. Está formado por dos láminas simétricas con forma cuadrilátera. La unión de estas dos láminas forma la prominencia laríngea (también llamada «nuez»). En los hombres van a formar un ángulo de 90°, mientras que en las mujeres será de 120°. Por su parte externa, cada lámina presenta una cresta dirigida oblicuamente anterior e inferiormente. Recibe el nombre de línea oblicua y en ella se insertan varios músculos. El cartílago presenta en su parte media una escotadura inferior y otra superior, siendo la última más profunda y notable, y situada justo sobre la prominencia laríngea.
Los bordes posteriores del cartílago tiroides van a terminar en dos cuernos o astas: superiores e inferiores. Los superiores prestan inserción a los ligamentos tirohioideos laterales; los inferiores se articulan con el cartílago cricoides.